# Marlene Posner-Landsch
Marlene Posner-Landsch (geboren Landsch, ehemals verheiratet Heck; * 14. Februar 1941 in Wesseling) ist eine deutsche Semiotikerin und Kommunikationstheoretikerin.

## Leben
Ihre Eltern waren der Bahnbeamte Wilhelm Landsch und dessen Frau Änne, geb. Schmitz. Zunächst besuchte Marlene Landsch die Volksschule in ihrem Geburtsort Wesseling (1947 bis 1955) und danach das neusprachliche Gymnasium für Mädchen der Ursulinenschule Hersel, wo sie 1962 das Abitur erlangte. Im Anschluss studierte sie Germanistik, Pädagogik, Philosophie und Kommunikationswissenschaft an der Rheinischen Friedrich-Wilhelms-Universität Bonn. 1969 wurde sie dort mit der Schrift Das „Offen-Geheime“: zur Todesdarstellung im lyrischen Werk Rainer Maria Rilkes zum Dr. phil. promoviert (unter dem Namen Marlene Heck).
Ab 1970 leistete sie ein Volontariat für den Westdeutschen Rundfunk in den Bereichen Schulfunk und Schulfernsehen. Außerdem war sie von 1970 bis 1971 Wissenschaftliche Assistentin für Mediendidaktik an der Erziehungswissenschaftlichen Hochschule Rheinland-Pfalz. Sie arbeitete an einem Bund-Länder-Projekt zu der Verwendung von Medien in Schulen mit. 1971 legte sie das Staatsexamen ab und wurde im gleichen Jahr Professorin für Mediendidaktik an der Pädagogischen Hochschule Berlin.
Danach wechselte Posner-Landsch an das Berliner Institut für Publizistik- und Kommunikationswissenschaft der FU Berlin, wo sie von 1980 bis zu ihrer Emeritierung im Jahr 2006 eine Professur für Kommunikationstheorie und Semiotik innehatte. Durch die Erforschung zeichentheoretischer Aspekte der Unternehmenskommunikation unterstützte sie die Einbeziehung dieser Kommunikationsform in die Publizistik- und Kommunikationswissenschaft und eröffnete der Zeichentheorie neue Bereiche. Sie publizierte unter anderem über Storytelling als Methode der Unternehmenskommunikation.
Seit ihrer Emeritierung arbeitet Posner-Landsch freiberuflich als Unternehmensberaterin mit dem Schwerpunkt Unternehmenskommunikation.
Posner-Landsch lebt in Berlin-Friedenau. Sie war von 1971 bis 2001 verheiratet mit Roland Posner, Professor für Semiotik an der TU Berlin. Aus der Ehe gingen drei Kinder hervor.

## Schriften

### Buchveröffentlichungen
- Kultur-Evolution : Fallstudien und Synthese. (als Herausgeber), Lang, Frankfurt 1992, ISBN 3-631-45336-1
- Wolfgang König: Kultur und Technik. Zu ihrer Theorie und Praxis in der modernen Lebenswelt. (als Mitherausgeber), Lang, Frankfurt 1993, ISBN 3-631-44642-X.
- StoryTelling – StorySelling. Märchen und Märchenerzähler in der Wirtschaft. Halem, Köln 2006, ISBN 3-931606-98-8.

### Wissenschaftliche Artikel (Auswahl)
- Marketing. Kundenbindung und Selbstdarstellung am Beispiel der Massenmedien. In: Jeff Bernard, Josef Wallmannsberger, Gloria Withalm (Hrsg.): Welt der Zeichen, Welt der Dinge. ÖGS, Wien 1997, S. 171–200.
- Kommunikationsstörungen zwischen ausländischen Patientinnen und einheimischen Ärzten/Ärztinnen. In: Matthias David, Theda Borde, Heribert Kentenich (Hrsg.): Migration und Gesundheit. Zustandsbeschreibung und Zukunftsmodelle. Mabuse-Verlag, Frankfurt 1998, S. 59–79.
- Unternehmenskommunikation im Medienbetrieb. In: Stephan Ruß-Mohl, Susanne Fengler (Hrsg.): Medien auf der  Bühne der Medien. Zur Zukunft von Medienjournalismus und Medien-PR. Dahlem University Press, Berlin 2000, ISBN 3-934504-03-5, S. 92–104.
- Wirtschaftsjournalismus und Storytelling – nichts ist spannender als Wirtschaft. Michael Krzeminski (Hrsg.): Professionalität der Kommunikation. Medienberufe zwischen Auftrag und Autonomie. Lutz Huth zum 60. Geburtstag. Halem, Köln 2002, ISBN 3-931606-48-1, S. 83–95.